# Kanton Chalamont
Der Kanton Chalamont war bis 2015 ein französischer Wahlkreis im Département Ain in der Region Rhône-Alpes. Er umfasste acht Gemeinden im Arrondissement Bourg-en-Bresse; sein Hauptort war Chalamont. 

## Einwohner
| Bevölkerungsentwicklung | Bevölkerungsentwicklung |
| Jahr                    | Einwohner               |
| ----------------------- | ----------------------- |
| 1962                    | 3112                    |
| 1968                    | 3374                    |
| 1975                    | 3421                    |
| 1982                    | 3960                    |
| 1990                    | 4294                    |
| 1999                    | 4931                    |
| 2011                    | 6996                    |

## Gemeinden
| Gemeinde               | Einwohner Jahr | Fläche km² | Bevölkerungsdichte | Code INSEE | Postleitzahl |
| ---------------------- | -------------- | ---------- | ------------------ | ---------- | ------------ |
| Chalamont              | 2.409 (2013)   | 32,9       | 73 Einw./km²       | 01074      | 01320        |
| Châtenay               | 339 (2013)     | 15,0       | 23 Einw./km²       | 01090      | 01320        |
| Châtillon-la-Palud     | 1.573 (2013)   | 14,0       | 112 Einw./km²      | 01092      | 01320        |
| Crans                  | 264 (2013)     | 13,2       | 20 Einw./km²       | 01129      | 01320        |
| Le Plantay             | 527 (2013)     | 20,0       | 26 Einw./km²       | 01299      | 01330        |
| Saint-Nizier-le-Désert | 894 (2013)     | 25,0       | 36 Einw./km²       | 01381      | 01320        |
| Versailleux            | 375 (2013)     | 18,8       | 20 Einw./km²       | 01434      | 01330        |
| Villette-sur-Ain       | 681 (2013)     | 19,4       | 35 Einw./km²       | 01449      | 01320        |

## Politik
| Vertreter im conseil général des Départements | Vertreter im conseil général des Départements | Vertreter im conseil général des Départements |
| Amtszeit                                      | Name                                          | Partei                                        |
| --------------------------------------------- | --------------------------------------------- | --------------------------------------------- |
| 2001–2008                                     | Jean-Pierre Billot                            | DVD                                           |
| 2008–2015                                     | Gérard Branchy                                | DVG                                           |